# Rue de Jouy (Chaville et Viroflay)
Pour l’article homonyme, voir Rue de Jouy.
La rue de Jouy est une importante voie de communication des communes de Chaville dans les Hauts-de-Seine, et de Viroflay dans les Yvelines, en France.

## Situation et accès

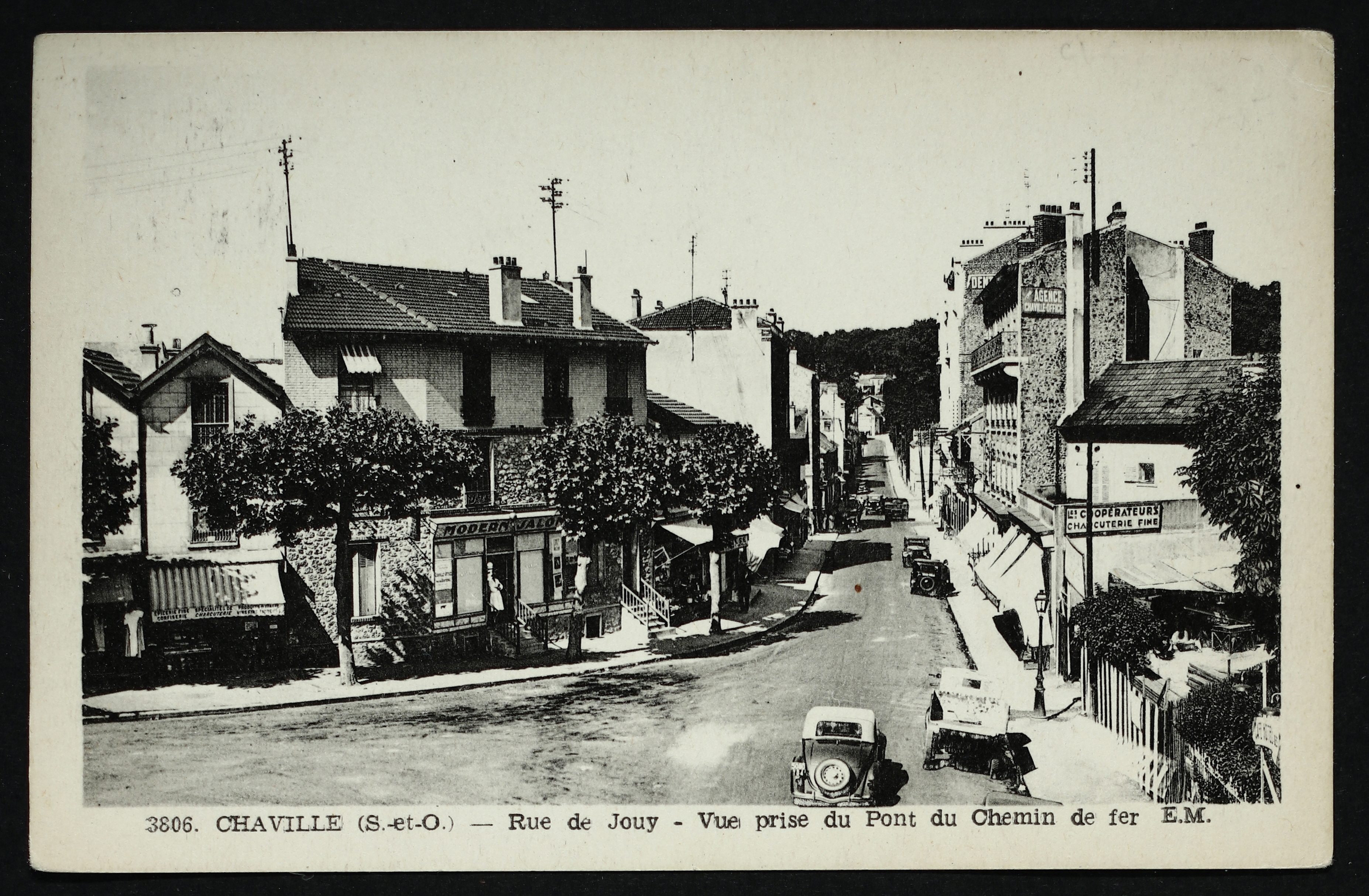
Rue de Jouy - Vue prise du pont du Chemin de fer.

Commençant sur le territoire de Chaville au carrefour de la rue de la Mare-Adam, elle longe l'ancien haras de Gaillon et devient limitrophe de Viroflay au carrefour de l'avenue Gaston-Boissier et de la rue du Pavé-de-Meudon. Après la place de Verdun et le tunnel de la voie ferrée, elle monte sur le Bas-Vélizy et le plateau de Vélizy. Elle se termine au carrefour de la route du Pavé-de-Meudon à Viroflay et de la rue Albert-Perdreaux.
Elle est desservie par la gare de Chaville - Vélizy, sur la ligne C du RER d'Île-de-France.

## Origine du nom

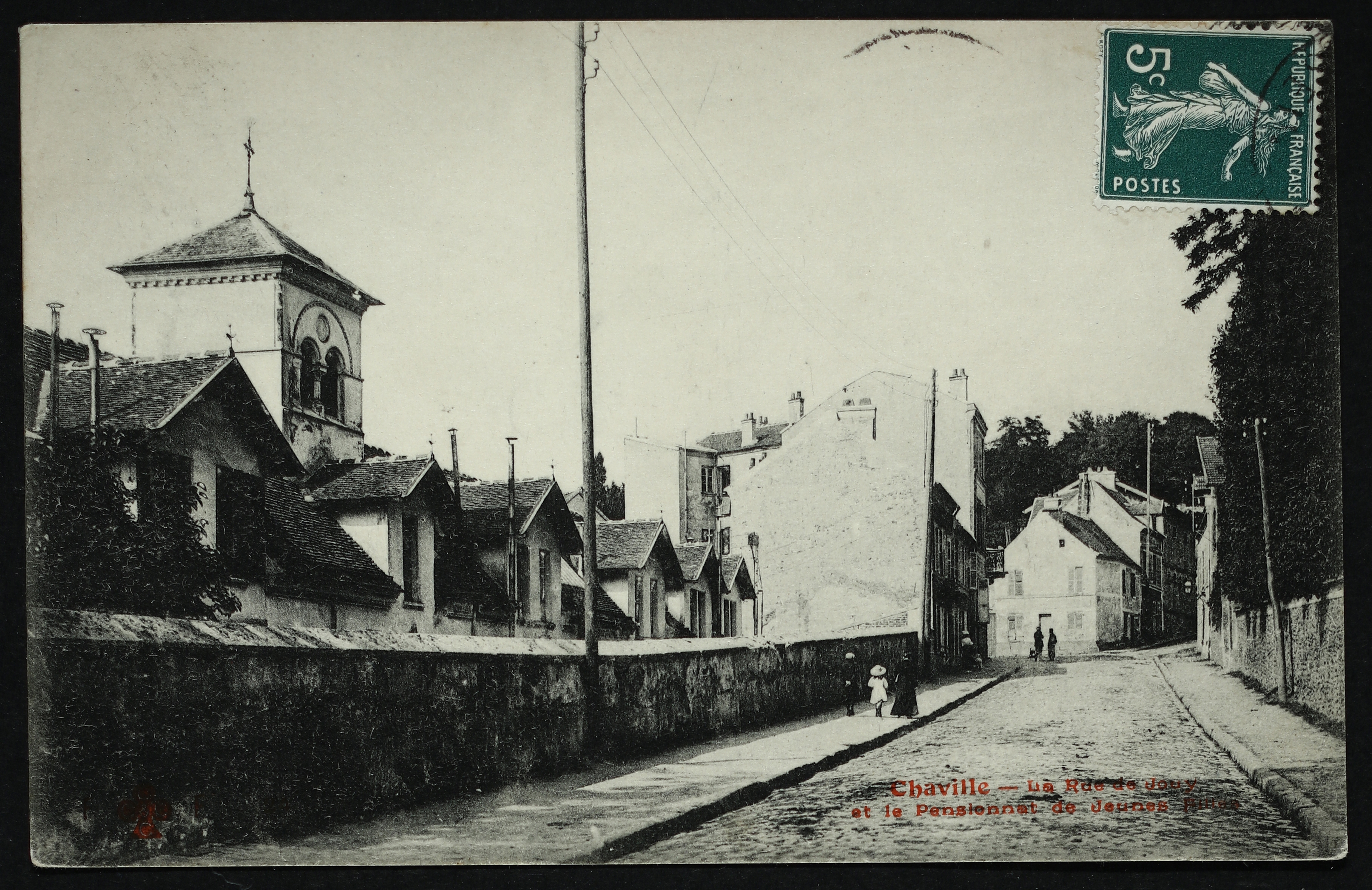
La rue de Jouy et le pensionnat de Jeunes Filles, vers 1900.

Cette rue se dirige vers la commune de Jouy-en-Josas.

## Historique

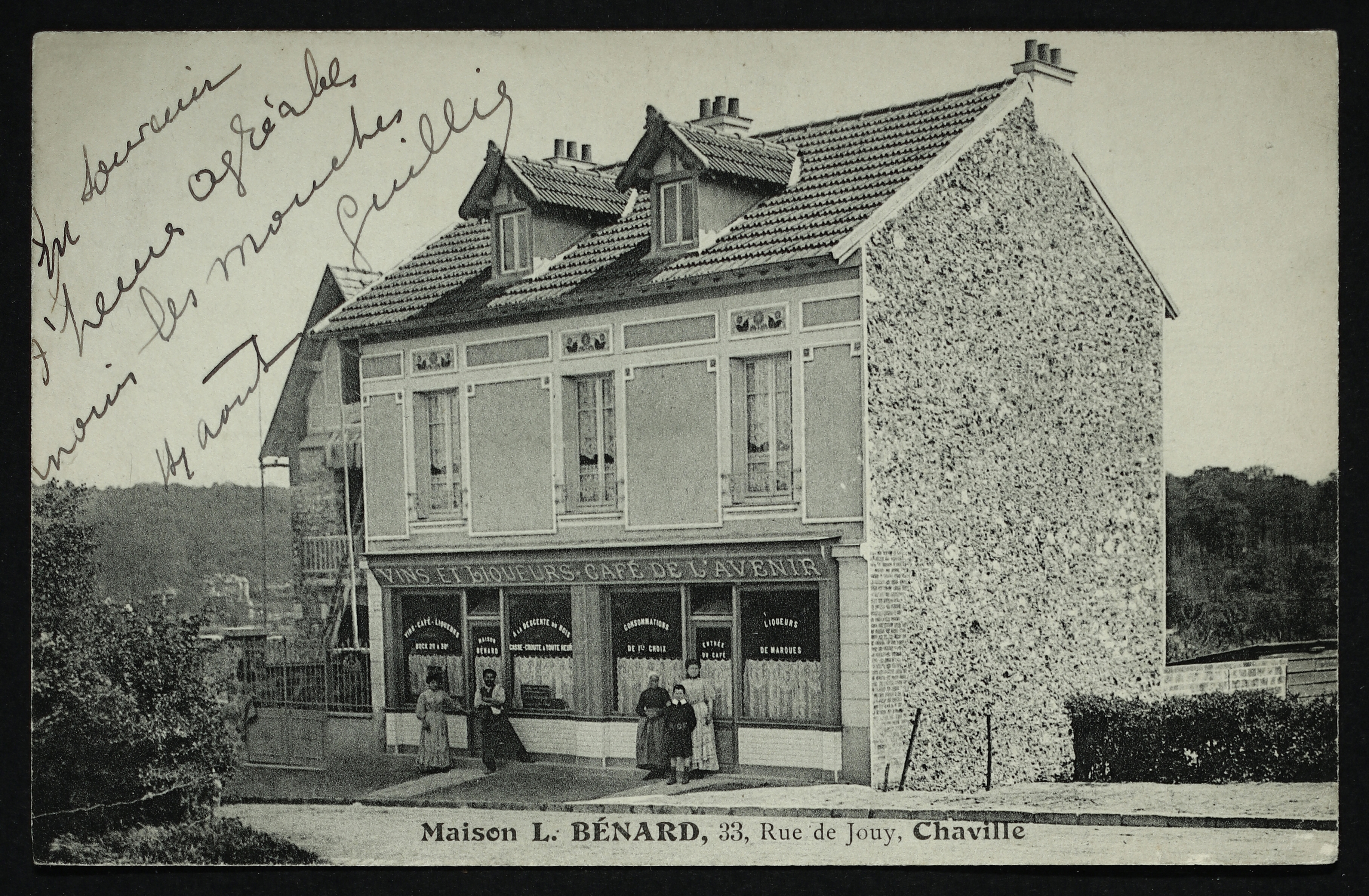
La maison L. Bénard, 33 rue de Jouy.

Il s'agissait autrefois du chemin de grande communication no 53, de Chaville à Velizy. Marguerite Charpentier, militante du logement social, y fit édifier le deuxième ensemble de l'Association Populaire du Logement.
Le Tour de France est passé par cette rue le 28 juillet 2019.

## Bâtiments remarquables et lieux de mémoire

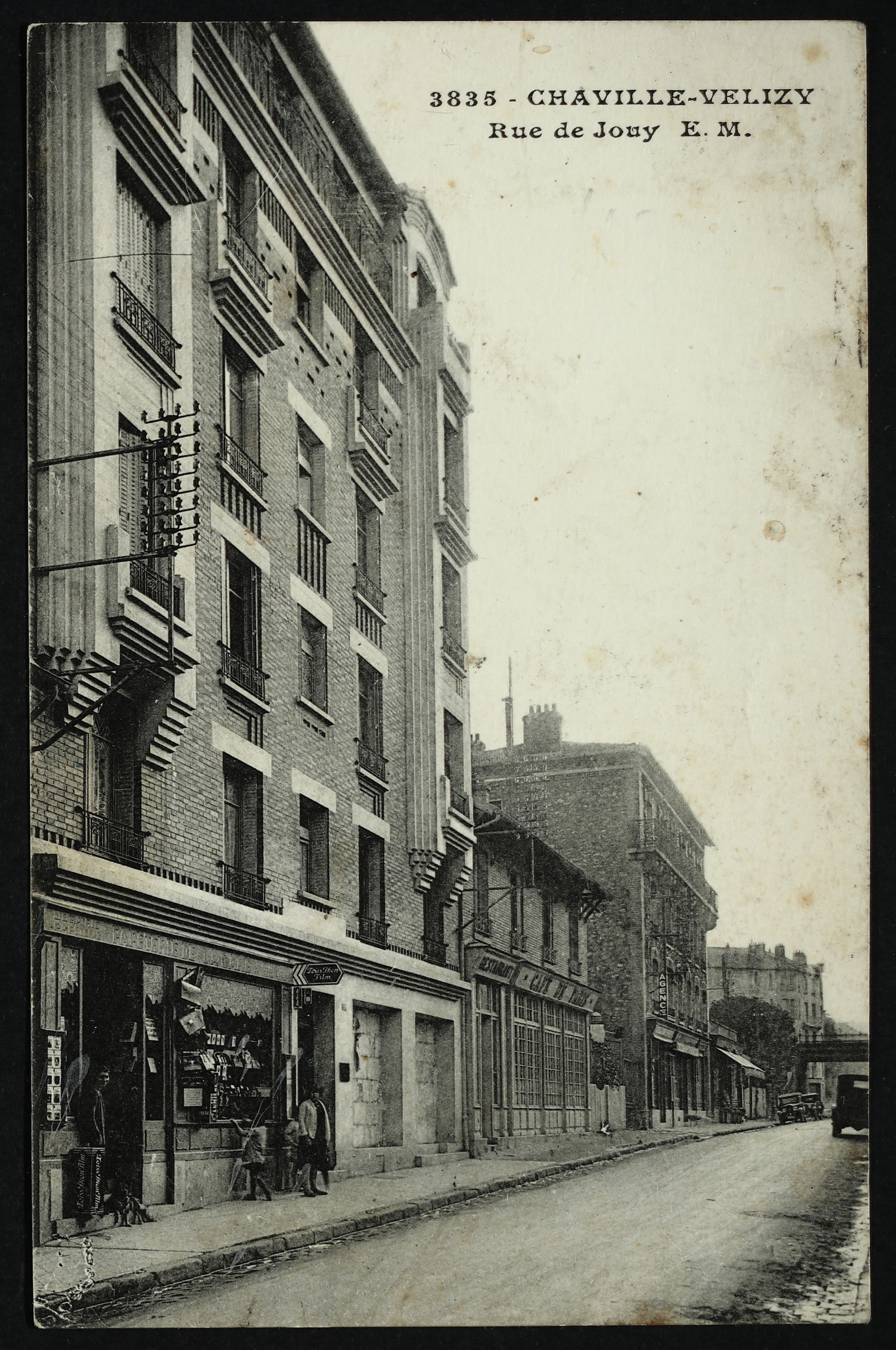
La rue de Jouy.

- Église Sainte-Bernadette de Chaville, construite en 1961.
- À l'angle de la rue de la Mare-Adam, près du portillon du square Boyon, une borne historique marque la naissance de Chaville, vers l'an 829[7].
- Emplacement du château Saint-Paul, érigé en 1817 à l'endroit des communs du château de Michel Le Tellier[8],[9]. Il lui est donné usuellement le nom de château de Chaville.
- Restaurant La Popote des ailes, où pendant soixante ans se donnèrent rendez-vous les navigants des essais en vol de Villacoublay[10],[11],[12].
- Passage du ru de Marivel[13].